# Björn-Orvar Skantze
Björn Orvar Skantze, född 24 juli 1910 i Karlskrona, död 5 augusti 1975 genom en drunkningsolycka i Karlskrona skärgård, var en svensk företagsledare.
Efter studentexamen utbildade Björn-Orvar Skantze sig till ingenjör på Höhere Deutsche Fachschule für Metallbearbeitung und Installation zu Aue i Tyskland. År 1933 återvände Skantze till Karlskrona och blev verkstadschef på familjeföretaget Karlskrona Lampfabrik och 1950 blev han dess VD fram till sin död 1975.
Skantze var styrelseledamot i bland annat Sveriges Mekanförbund 1965-75, i Sveriges verkstadsförening 1962-75, Smålands och Blekinge Handelskammare 1960-75, Sveriges elektro- industriförening (Elif) och Svenska Ljusarmaturföreningen 1960-75.
Björn-Orvar Skantze var son till Hugo Skantze (1867-1919) och Nanna Skantze (1870-1935) samt bror till Lars-Olof Skantze (1897-1955). Han var gift med Signe Skantze född Palen (1915-2009) och hade med henne sonen Patrik (född 1942), dottern Eva (född 1943) och tre andra barn.